# Lawrence Park (Pensilvania)
Lawrence Park es un lugar designado por el censo ubicado en el condado de Erie en el estado estadounidense de Pensilvania. En el Censo de 2010 tenía una población de 3982 habitantes y una densidad poblacional de 1.352,08 personas por km².

## Geografía
Lawrence Park se encuentra ubicado en las coordenadas 42°9′2″N 80°1′23″O / 42.15056, -80.02306. Según la Oficina del Censo de los Estados Unidos, Lawrence Park tiene una superficie total de 4.74 km², de la cual 4.74 km² corresponden a tierra firme y (0%) 0 km² es agua.

## Demografía
Según el censo de 2010, había 3982 personas residiendo en Lawrence Park. La densidad de población era de 1.352,08 hab./km². De los 3982 habitantes, Lawrence Park estaba compuesto por el 96.06% blancos, el 1.91% eran afroamericanos, el 0.18% eran amerindios, el 0.23% eran asiáticos, el 0% eran isleños del Pacífico, el 0.6% eran de otras razas y el 1.03% pertenecían a dos o más razas. Del total de la población el 1.93% eran hispanos o latinos de cualquier raza.